# Ion Nicolae
Ion Nicolae (n. 11 decembrie 1942, Titu, România – d. 17 ianuarie 2020, Titu, Dâmbovița, România) a fost un politician și deputat român în legislatura 2000-2004, ales în județul Dâmbovița pe listele partidului PSD. Ion Nicolae a fost validat ca deputat pe data de 6 februarie 2001 când l-a înlocuit pe deputatul Aurel Cucu. Ion Nicolae a demisionat ca deputat pe data de 10 iulie 2004 și a fost înlocuit de către deputatul Tiberiu Valentin Hossu. Ion Nicolae a fost primar al orașului Titu din județul Dâmbovița în perioadele 1982-1986 și 1992-2001.

## Legături externe
- Ion Nicolae Arhivat în 1 martie 2021, la Wayback Machine. la cdep.ro